# Stefano IV. Colonna di Palestrina
Stefano IV. Colonna di Palestrina, auch Stefano Sciarra Colonna (di Palestrina) oder Stefano Colonna di Sciarra (* ca. 1490–1500; † 1548 in Pisa), war ein italienischer Adliger, Soldat, Condottiere und Schriftsteller.

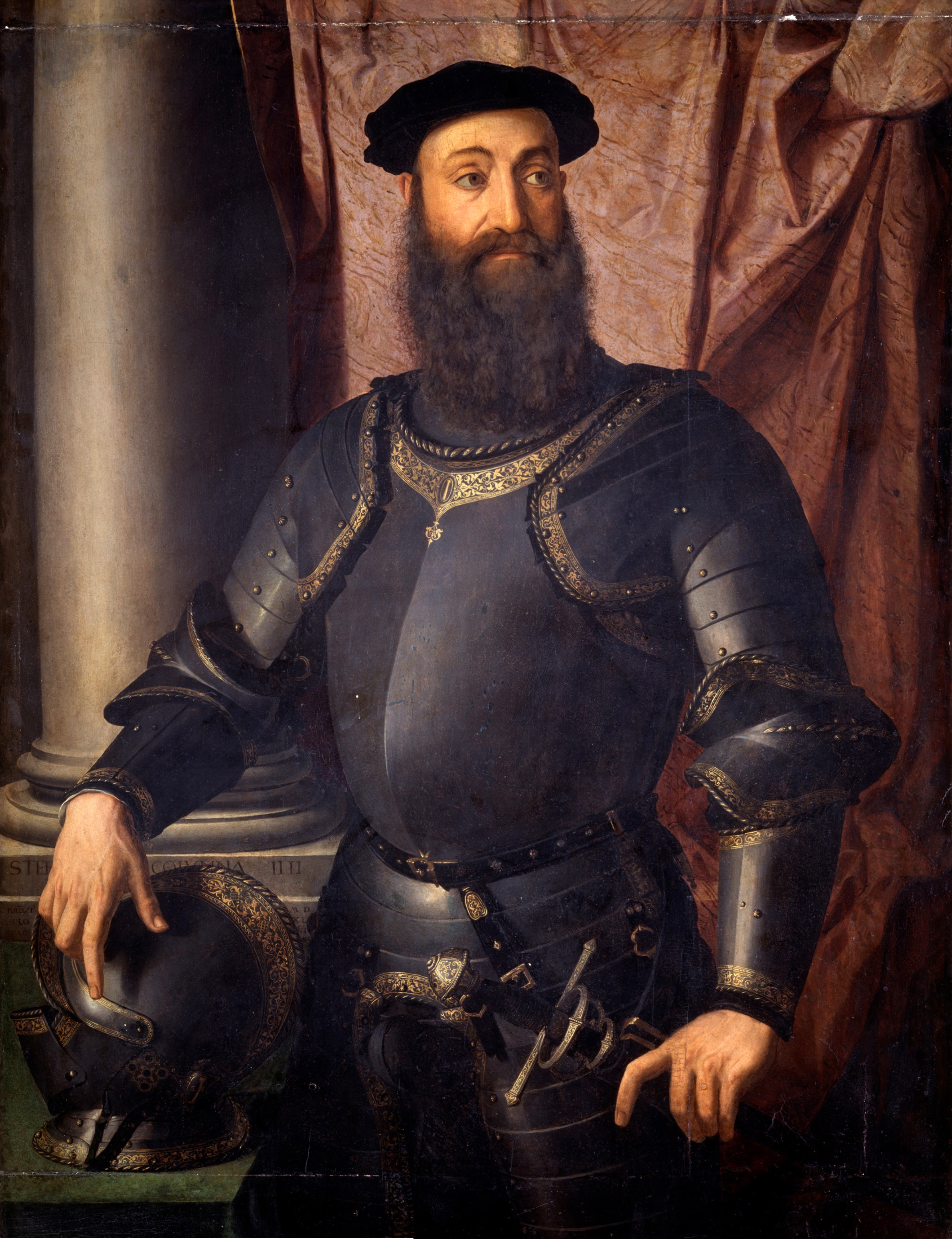
Porträt in Rüstung von Stefano IV. Colonna von Agnolo Bronzino, 1546, Palazzo Barberini

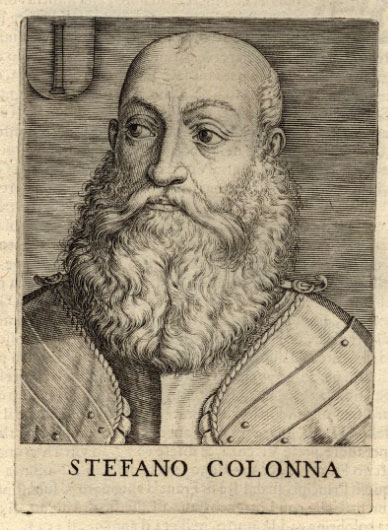
Chalkographie von Aliprando Caprioli, die Stephan IV. Colonna von Palestrina darstellt

Wappen Colonna von Palestrina

Er besaß die Burg von Stroncone, war Signore von Palestrina, mit Algido, San Vittorino, Anticoli Corrado, Roviano, Corcolle, Castelnuovo di Porto und Gallicano nel Lazio.
Neben der Teilnahme an wichtigen Belagerungen und Schlachten zeichnete er sich durch die Verteidigung von Papst Clemens VII. während der Plünderung Roms im Jahr 1527 aus. Doch nach 1544 begann für Colonna ein Lebensabschnitt, der weniger den Kriegswirren als vielmehr der Meditation und der Literatur gewidmet war. Er ehrte und schützte die Literaten, wurde Ratsmitglied der Accademia Fiorentina (zunächst die Accademia degli Umidi, die am 1. November 1540 von Giovanni Mazzuoli und Bernardo Antonio de’ Medici gegründet wurde und am 14. desselben Monats den Namen Accademia Fiorentina annahm) und begeisterte sich für das Verfassen von Gedichten.

## Leben

### Jugend
Er wurde als Sohn von Francesco di Stefano und Orsina Orsini, wahrscheinlich im letzten Jahrzehnt des 15. Jahrhunderts geboren, und stammt vom Palestrina-Zweig der Familie Colonna ab.

### Militärische Karriere
Nach dem Vorbild seines Verwandten Prospero Colonna schlug er eine militärische Laufbahn ein, wobei er sich für die kaiserliche Seite einsetzte. Mit Prospero nahm er 1522 an der Verteidigung Mailands teil, das von einer französischen Offensive bedroht war, und als am 27. April die kaiserlichen und mailändischen Truppen in der Schlacht bei Bicocca gegen Odet de Foix kämpften, nahm Stefano als Kommandant eines Regiments an der Schlacht teil. Ebenfalls 1522 befand sich Stefano Colonna mit dem verbündeten Heer in Genua, das damals von den Franzosen eingenommen wurde. Nach Prosperos Tod blieb Colonna bei der Verteidigung Mailands, das von einer weiteren französischen Offensiven unter dem Kommando von Admiral Guillaume Gouffier de Bonnivet bedroht wurde. Er blieb in den Diensten des Kaisers und des Herzogs von Mailand bis mindestens zum Frühjahr 1524. Später wurde er von Clemens VII. überredet, das kaiserliche Lager zu verlassen und in den Dienst der Kirche zu treten.

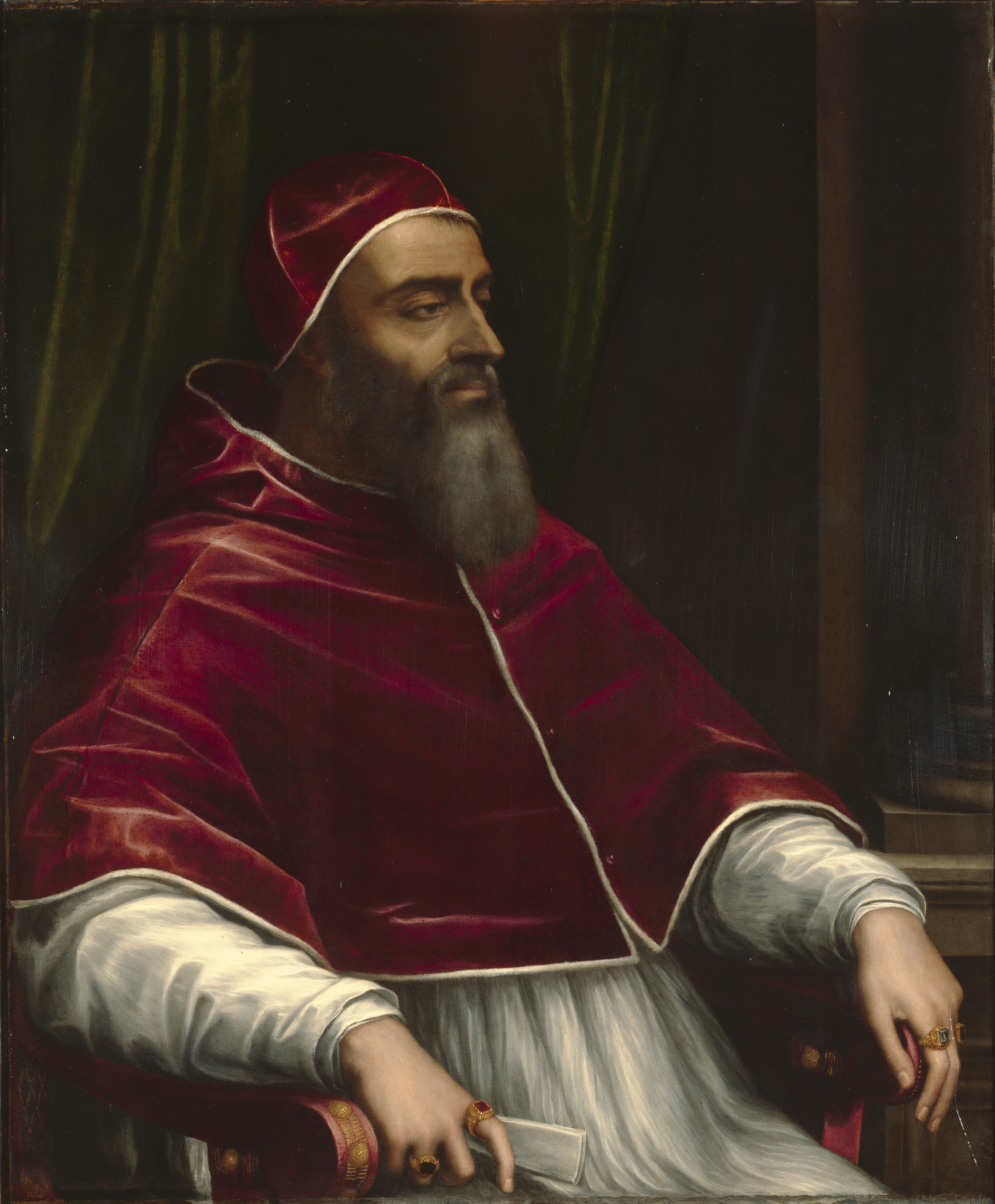
Papst Clemens VII., von Sebastiano del Piombo

Als im Herbst 1525 die meisten Verwandten, deren Anführer damals Kardinal Pompeo Colonna war, die Stadt verließen, blieb er an der Seite des Pontifex, dessen Politik sich immer offener gegen den Kaiser richtete. Als die Colonnas am Morgen des 20. September 1526 als Rebellen in Rom einmarschierten, stellte sich Stefano mit fünfzig Infanteristen den Eindringlingen an der Porta Santo Spirito entgegen. Den Angreifern gelang es jedoch den gleichnamigen Hügel zu erklimmen und die Verteidiger zu beschießen. Stefano musste sich daraufhin den Schweizern anschließen, die in die Engelsburg geflohen waren. Als der Papst im November desselben Jahres Vergeltungsmaßnahmen gegen die Familie Colonna anordnete, beteiligte sich Sefano an Operationen gegen die Schlösser seiner Verwandten in der römischen Campagna.
In der Zwischenzeit begann der bedrohliche Vormarsch von Charles de Lannoy auf dem Süden und Stefano musste sich der kaiserlichen Armee stellen. Im Januar 1527 zog er unter dem Kommando von Renzo degli Anguillara zur Verteidigung von Frosinone, das unter dem Druck des Feindes zu kämpfen hatte. Nach einem achttägigen Waffenstillstand starteten die päpstlichen Truppen am 4. Februar einen erfolgreichen Gegenangriff, bei dem Stefano die in der Vorhut eingesetzten Schweizer Truppen befehligte, die im Verlauf der Schlacht eine wichtige Rolle spielten.
Bevor die Landsknechte jeden Widerstand überwältigten und Rom der Plünderung zum Opfer fiel (6. Mai 1527), verteidigte Stefano den Vatikan und hielt die Angreifer auf, während der Pontifex in der Engelsburg Zuflucht suchte. Daraufhin gelang Stefano die Fluch zum Herzog von Urbino, den er vergeblich um militärische Hilfe für den Papst bat.

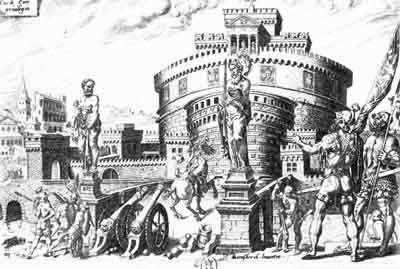
Sacco di Roma im Jahr 1527

Als die Feldzüge von Odet de Foix gegen das Königreich im Süden begannen, begab sich Stefano zum französischen Befehlshaber nach Bologna und wurde einer der Offiziere in seinem Heer. Noch vor Ende des Jahres 1528 wurde er mit einem Kommando von zweitausend Infanteristen und zweihundert leichten Pferden dem König von Frankreich unterstellt. Im Jahr 1529 war er in der Lombardei unter dem Kommando des Grafen von Saint-Pol und nahm am 21. Juni an der Schlacht bei Mandriano teil, in der Antonio de Leyva den Franzosen eine schwere Niederlage zufügte. Stefano wurde gefangen genommen und wahrscheinlich nach dem Frieden von Cambrai befreit. Vom französischen Herrscher erhielt er die Erlaubnis in den Dienst der Florentiner Republik zu treten. Er war für die Miliz zuständig und übernahm unter dem Oberkommando von Mario Orsini und danach unter Malatesta IV. Baglioni die Verteidigung der Stadt.
Am 11. Dezember 1529 führte Stefano einen Feldzug gegen seinen Verwandten, Sciarra Colonna, in Sanat Margherita a Montici durch. Stefano befahl seinen Männern, ein weißes Hemd über ihrer üblichen Kleidung zu tragen, damit sie sich leicht von ihren Feinden unterscheiden konnten. Mit mehr als tausend Mann griff er den Posten an, fügte ihnen einen Verlust von zweihundert Mann zu und zog sich ohne Verluste zurück. In dieser Zeit ließ er einen Hauptmann der Florentiner, Amico da Venafro, der einen seiner Befehle missachtet hatte, erstechen.
Am 21. Juni 1530 unternahm Stefano einen weiteren, weniger glücklichen Feldzug, bei dem er zwei leichte Verwundungen erlitt. Mit drei Trupps griff Stefano die im Kloster San Donato in Polverosa einquartierten Deutschen an und eroberte, obwohl die Überraschung misslang, den ersten und zweiten Graben. Daraufhin begannen seine Männer mit der Plünderung, während sich die Gegner neu formierten. Stefano stand dem von den Feinden gebildeten Geschwader gegenüber, und an diesem Punkt wurde ihm die erwartete Hilfe von Malatesta Baglioni verweigert, der sich aus Angst vor einem Angriff auf die Stadt zurückgezogen hatte, anstatt ihn zu unterstützen. Als ihm klar wurde, dass das Ende der Republik nahe war bat er um die Erlaubnis nach Frankreich zurückzukehren. Dort wurde er von Franz I. von Frankreich mit Michaelsorden geehrt.

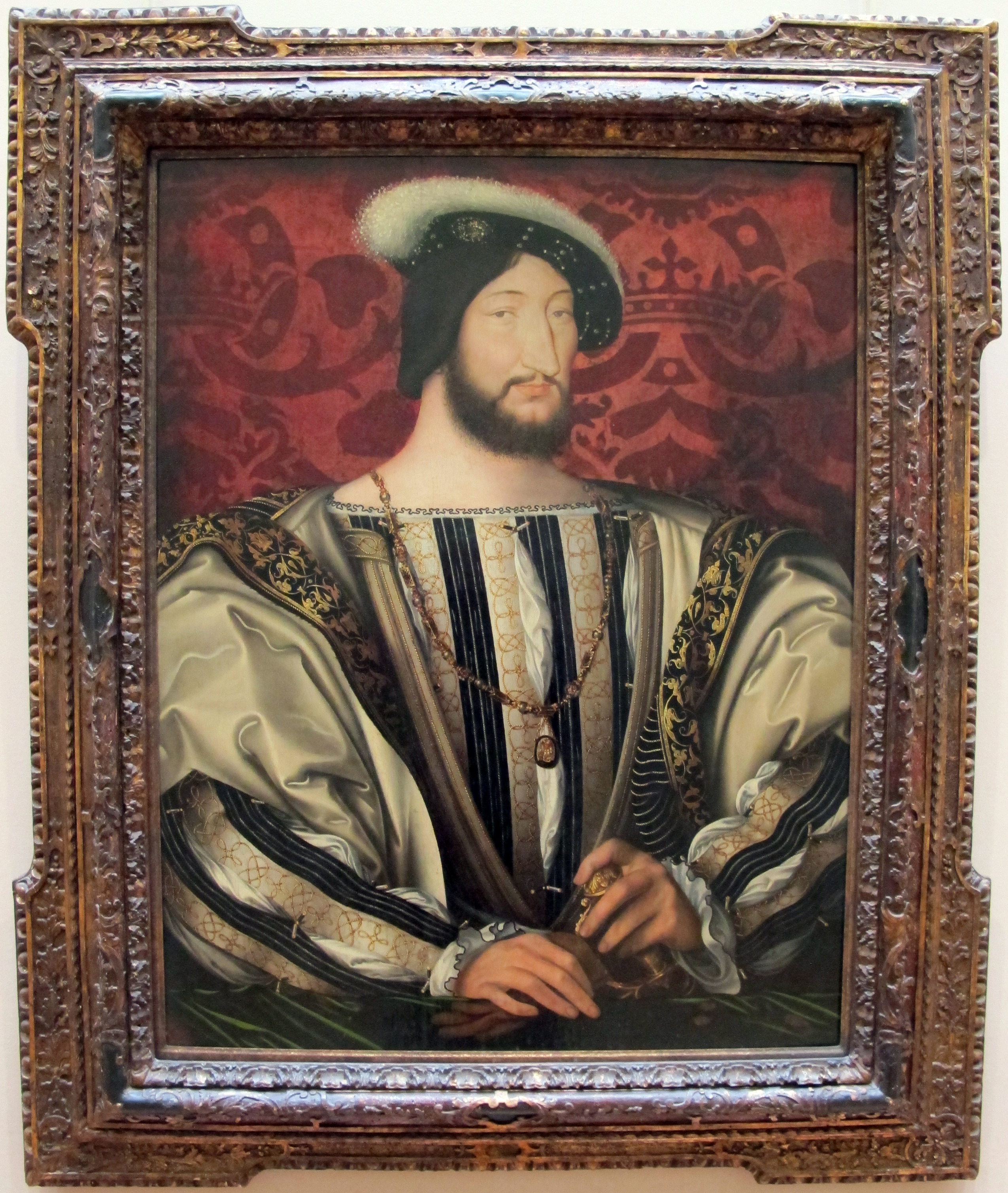
Porträt von Franz I. von Frankreich, Jean Clouet

Nach dem Tod von Francesco II. Sforza (10. November 1535) kehrte er mit der französischen Armee nach Italien zurück. Als die Franzosen das Piemont besetzten, wurde Stefano zum Gouverneur von Turin ernannt und bemühte sich, die Stadt zu befestigen, was ihm offensichtlich gut gelang. Im März 1536 hielt sich Stefano erneut am Hof des Herrschers von Frankreich auf, der ihm das Kommando über fünfzig bewaffnete Männer übertrug. Im Sommer hielt er sich in der Provence auf, um sich gegen den kaiserlichen Feldzug in dieser Region zu stellen. In Arles kam es jedoch zu einem Konflikt zwischen dem italienischen Kontingent und den Verbündeten, bei dem mehr als hundertfünfzig Menschen starben. Stefano war empört und wollte das Lager verlassen. Er wandte sich an den König, erhielt aber keine Unterstützung. Daraufhin beschloss er um Urlaub zu bitten, der ihm auch gewährt wurde. Nach einem krankheitsbedingten Aufenthalt in Genf kehrte er nach Rom zurück.
Vor Ende des Jahres wurde seine Ernennung zum Hauptmann der venezianischen Infanterie diskutiert, aber der Vorschlag wurde dann im Senat mit hundertdreißig gegen einunddreißig Stimmen abgelehnt. Im folgenden Jahr baten ihn einige florentinische Exilanten, die sich an seinen Dienst unter der Republik erinnerten, ihr Kommando zum Sturz von Cosimo I. de’ Medici zu übernehmen, das er jedoch ablehnte. 1538 wurde er von Paul III. als General-Hauptmann der Infanterie angestellt und gegen Guidobaldo II. della Rovere eingesetzt, der sich in seinen Augen schuldig gemacht hatte, Camerino einnehmen zu wollen, da er Giulia da Varano, die Erbin des Herzogtums, geheiratet hatte. Nach der Beilegung dieses Streits wurde Stefano vom Papst zur Unterstützung nach Venedig geschickt, das einen türkischen Angriff befürchtete.

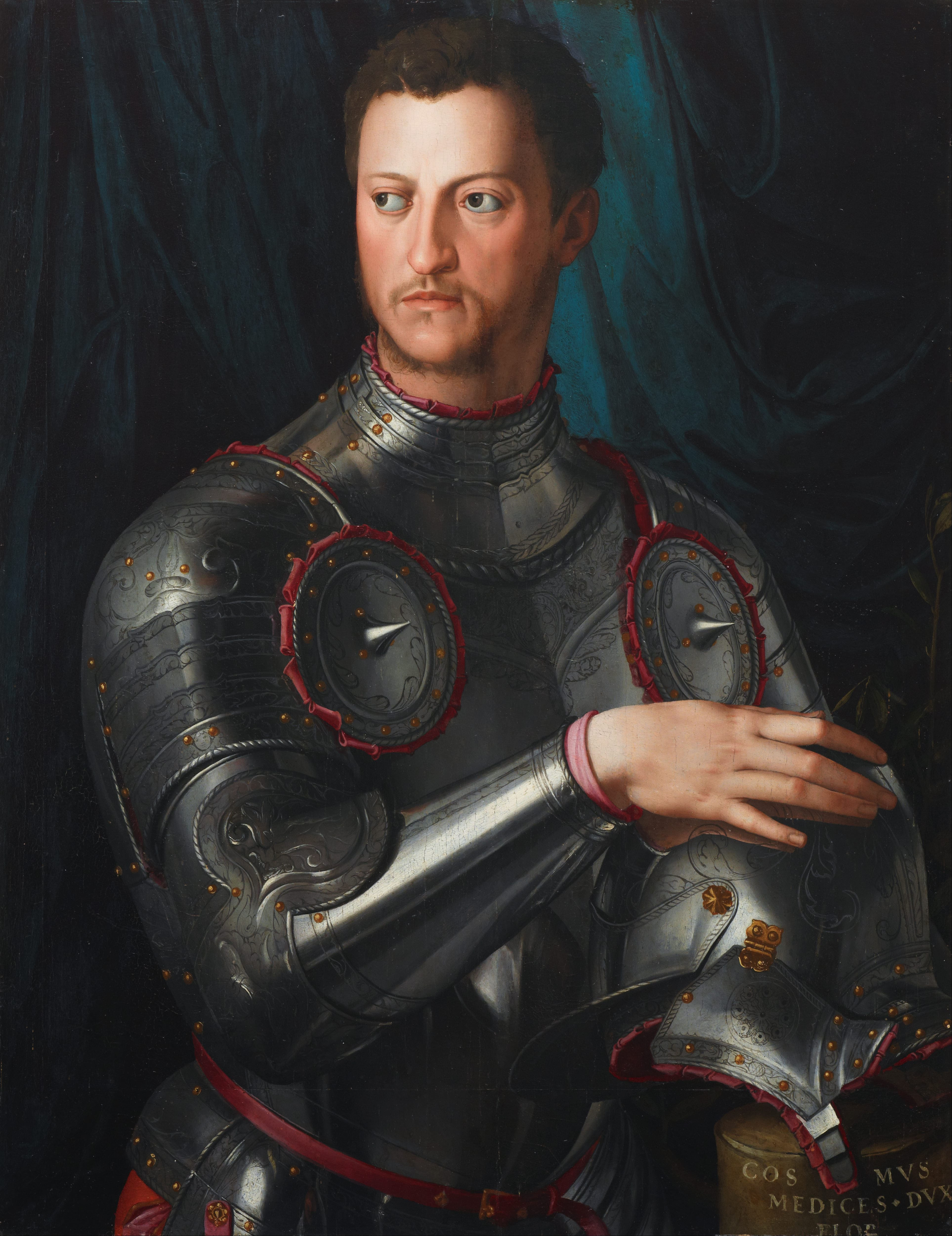
Cosimo I. de’ Medici in Rüstung, Werk von Bronzino

Im selben Jahr wurde ein Streit beigelegt, der seit langem zwischen Stefano und Vittoria Colonna di Pierfrancesco über das Erbe von Pierfrancesco tobte, der sein Vermögen gemäß den Gepflogenheiten nicht seiner Tochter, sondern Stefano und seinem Bruder hinterlassen hatte. Vittoria erhielt dann jedoch Zagarolo, Colonna, San Cesareo und weitere. Stefano, der von Clemens VII. Stroncone erhalten hatte, und seinem Bruder Alessandro wurden San Vittorino, Castelnuovo und Gallicano überlassen.
Cosimo I. de’ Medici, der Stefanos Verbundenheit mit Florenz kannte, berief ihn 1541 als Generalleutnant in die Stadt. Mit der Annahme dieses Auftrags gab Stefano den Michaelsorden an Franz I. zurück. 1543 wurde er mit 1.000 Infanteristen und 300 Pferden nach Köln geschickt, um die Kaiserlichen gegen die Franzosen des Herzogs Wilhelm von Clèves zu unterstützen. Sein Aufenthalt dort war jedoch nur kurz, und er kehrte in die Toskana zurück.

### Ehe
Er heiratete Elena Franciotti, Erbin von Bassanello und Carbognano, mit der er die Kinder Francesco, Mario, Giulio Cesare, Giacomo und Stefano hatte.

### Tod
Colonna starb am 8. März 1548 in Pisa. Cosimo I. de’ Medici ließ ihn mit großem Pomp beisetzen und beauftragte Benedetto Varchi, ihm zu Ehren eine Leichenrede zu schreiben.

## Stephan IV. Colonna von Palestrina in der Malerei
Ein Porträt von ihm, eine Arbeit von Bronzino, wird heute in der Gallerie Nazionali d’Arte Antica in Rom aufbewahrt. Möglicherweise ist er auch auf einem anderen Porträt von Benedetto und Gabriele Caliari in der Galerie Colonna abgebildet. Colonna wurde auch von Giorgio Vasari im Zimmer von Clemens VII. im Palazzo Vecchio in Florenz porträtiert.